# 랑주씨의 범죄
랑주씨의 범죄(Le crime de Monsieur Lange, The Crime of Monsieur Lange)는 프랑스에서 제작된 장 르누아르 감독의 1936년 코미디, 범죄, 드라마 영화이다. 르네 르페브르 등이 주연으로 출연하였다.

## 출연

### 주연
- 르네 르페브르
- 플로렐

### 조연
- 마르셀 레베스크
- 오뎃 타라작
- 자크 B. 브루니우스
- 르네 게닌
- 장 더스

## 같이 보기
- 프랑스 영화